# Mekargalih (Jatinangor)
Mekargalih is een bestuurslaag in het regentschap Sumedang van de provincie West-Java, Indonesië. Mekargalih telt 7596 inwoners (volkstelling 2010).